# إجاصية
إِجَّاصِيَّة أو قوعاع (الاسم العلمي: Pyrola)، جنس نباتات عشبية دائمة الخضرة من فصيلة الخلنجية. أعطانها الأصلية المناطق المعتدلة الشمالية والمنطقة القطبية الشمالية. وسُمّي بذلك لشبه شكل أوراقه بأورق الإجاص.